# Distoleon ornatus
Distoleon ornatus is een insect uit de familie van de mierenleeuwen (Myrmeleontidae), die tot de orde netvleugeligen (Neuroptera) behoort. 
Distoleon ornatus is voor het eerst wetenschappelijk beschreven door Needham in 1913.